# Atlàntida
|  | Per a altres significats, vegeu «Atlàntida (desambiguació)». |

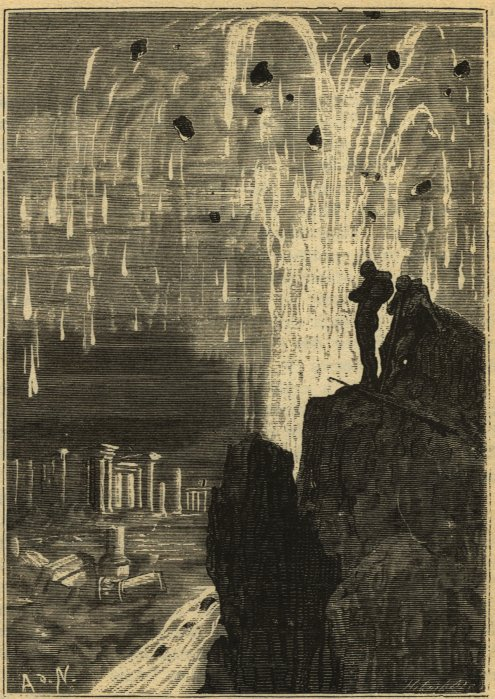
El capità Nemo visitant les restes de l'Atlàntida.

L'Atlàntida, segons la mitologia grega, hauria estat una illa o un continent enfonsat sota les aigües en temps remots a causa d'un terratrèmol. Els atlants haurien estat una civilització molt avançada pel seu temps (9.000 anys abans de la Grècia clàssica).
Plató és la font més antiga i coneguda de la història de l'Atlàntida mítica; als seus Diàlegs la cita com a provinent de Soló, que al seu torn l'hauria après a Egipte. Posteriorment, se n'han ocupat diversos autors, que han tractat de relacionar l'indret amb antics escrits i n'han proposat diverses ubicacions o bé n'han desmentit tota veracitat i ho han atribuït a la coneguda llegenda de l'edat d'or dels avantpassats que tenen la majoria de cultures. L'Atlàntida és el més famós però no l'únic continent perdut.
És el tema d'un dels poemes més coneguts de Jacint Verdaguer, L'Atlàntida.

## La narració de Plató

### TimeuiCrítias
Les primeres referències a l'Atlàntida apareixen als diàlegs de Timeu i Crítias, textos de Plató. Crítias, deixeble de Sòcrates, hi narra una història que de petit va sentir a son avi i que ell va rebre de Soló, el venerat legislador atenenc, a qui la hi havien narrat sacerdots egipcis a Sais, ciutat del delta del Nil. La història, que Crítias narra com a vertadera, es remunta en el temps a nou mil anys abans de l'època de Soló, per narrar com els atenencs van parar l'avanç de l'imperi dels atlants, bel·licosos habitants d'una gran illa anomenada Atlàntida, que es trobava davant les Columnes d'Hèrcules i que, poc després de la victòria d'Atenes, desaparegué en la mar a causa d'un terratrèmol i d'una gran inundació.
Al Timeu, Crítias parla de l'Atlàntida en el context d'un debat sobre la societat ideal. Hi narra com va saber la història i com fou que Soló la va sentir als sacerdots egipcis. Refereix la ubicació de l'illa i la seva extensió a la mar Mediterrània, l'heroica victòria dels atenencs i, finalment, com fou que el país dels atlants es perdé en la mar. En el Crítias, la narració se centra en la història, geografia, organització i govern de l'Atlàntida, i després comença a narrar com fou que els déus decidiren de castigar els atlants per llur supèrbia. La narració queda sobtadament interrompuda i la història no conclou.

### Descripció de l'illa
Els texts de Plató situen l'Atlàntida davant les Columnes d'Hèrcules (lloc que tradicionalment s'ha entès com l'estret de Gibraltar) i la descriuen com una illa més gran que Líbia i Àsia juntes. Se n'hi descriu la geografia, escarpada, tret d'una gran plana de forma oblonga de 3.000 per 2.000 estadis, envoltada de muntanyes fins a la mar. A la meitat de la llargària de la plana, la narració ubica una muntanya baixa de totes parts, a 50 estadis de la mar, i destaca que fou la llar d'un dels primers habitants de l'illa: Evenor, nascut del sòl.
Segons el Crítias, Evenor tingué una filla anomenada Clímene. Aquest escrit narra que Posidó era l'amo i senyor de les terres atlantes, atès que, quan els déus s'havien repartit el món, la sort havia volgut que a Posidó li correspongués, entre altres llocs, l'Atlàntida. Heus aquí la raó de la seva gran influència en aquesta illa. Aquest déu s'enamorà de Clito i, per tal de protegir-la o mantenir-la captiva, creà tres anells d'aigua al voltant de la muntanya que habitava la seva estimada. La parella tingué deu fills, per a qui el déu va dividir l'illa en deu regnes. Al fill més gran, Atles, li donà el regne que comprenia la muntanya envoltada dels cercles d'aigua, a més de l'autoritat sobre els seus germans. En honor d'Atles, tota l'illa s'anomenà Atlàntida i la mar que l'envoltava: l'Atlàntic. El seu germà bessó, Gadir, governava l'extrem de l'illa que s'estenia des de les Columnes d'Hèrcules fins a la regió que, possiblement per derivació del seu nom, es denominava Gadírica en temps de Plató.
Afavorida per Posidó, l'illa era abundant en recursos. Hi havia tota mena de minerals: oricalc, traduïble com 'coure de muntanya', més valuós que l'or per als atlants i amb usos religiosos (actualment es creu que devia ser un aliatge natural del coure), grans boscs que proporcionaven fusta de mode il·limitat, nombrosos animals -domèstics i salvatges, especialment elefants-, copiosos i variats aliments provinents de la terra. Tota aquesta prosperitat donà als atlants l'ajut per bastir grans obres. Construïren, sobre la muntanya envoltada dels cercles d'aigua, una esplèndida acròpoli amb edificis notables, com el Palau Reial i el Temple de Posidó. Construïren també un gran canal, de 50 estadis de llargària, per comunicar la costa amb l'anell d'aigua exterior que envoltava la metròpoli, i un altre de més petit i cobert, per connectar l'anell exterior amb la ciutadella. Cada viatge cap a la ciutat era vigilat des de portes i torres, i cada anell estava envoltat d'un mur. Els murs eren fets de roca vermella, blanca i negra, treta dels fossats, i recoberts de llautó, estany i oricalc. Finalment, varen cavar, al voltant de la plana oblonga, un fossat gegantí a partir del qual crearen una xarxa de canals rectes.

### La caiguda de l'imperi
Els regnes de l'Atlàntida formaven una confederació governada amb lleis que es trobaven escrites en una columna d'oricalc, al Temple de Posidó. Les lleis principals eren aquelles que disposaven que els diferents reis havien d'ajudar-se mútuament, no atacar-se els uns als altres, i prendre les decisions quant a la guerra i a altres activitats comunes en consens i sota la direcció de l'estirp d'Atlant. Cada cinc i sis anys, alternadament, els reis es reunien per prendre acords i per jutjar i sancionar aquells que havien incomplert alguna norma.
La justícia i la virtut eren propis del govern de l'Atlàntida, però quan la natura divina dels reis descendents de Posidó es veié disminuïda, la supèrbia i les ànsies de dominació van esdevenir característiques pròpies dels atlants. Segons Timeu, començaren una política d'expansió que els portà a controlar els pobles de Líbia (entesa tradicionalment com el nord d'Àfrica) fins a Egipte i Europa, fins a Etrúria (entesa tradicionalment com a Itàlia). Quan tractaren de sotmetre Grècia i Egipte, foren vençuts pels atenencs.
Crítias senyala que els déus decidiren castigar els atlants per llur supèrbia, però la narració s'interromp en el moment en què Zeus i els altres déus es reuneixen per determinar la sanció. Això no obstant, habitualment se sol assumir que el càstig fou un gran terratrèmol i una inundació que feu desaparèixer en la mar l'illa on es trobava el regne o ciutat principal, "en un dia i una nit terribles", segons senyala Timeu.

## Localitzacions possibles
- Una de les illes submergides del Cantàbric, El Cachucho, declarat parc submarí l'any 2008, és també conegut com a Banc Le Danois (Le Danois, 1948); és al nord de la península Ibèrica, al mar Cantàbric, davant la localitat asturiana de Ribadesella i a una distància de 65 km de la costa a la longitud 5° W i 25 km de la plataforma continental. Amb una mida comparable al Parc Nacional dels Pics d'Europa, té uns 50 km de longitud i uns 18 km d'amplada, més o menys com Eivissa o l'illa de Man. El Cachucho és una meseta submarina, amb un talús de 4.500 m a la cara nord; el seu pic queda a 425 m sota el nivell del mar. La hipòtesi de Ribero-Meneses[15] és que la plataforma continental que formava/subjetava aquesta muntanya, que tindria un desnivell d'uns 9.500 m des del pic al fons marí, es trencà amb motiu dels moviments tectònics que es produïren cap al final de la glaciació.
- Una de les illes del Mediterrani: Creta,[16] Santorini,[17] Xipre, Sardenya… Correspondria a la civilització micènica o a la misteriosa civilització dels nurags, emparentada amb els etruscs.
- Amèrica,[18] l'únic continent que no era conegut a l'època i que està més enllà del Mediterrani, com diuen les llegendes. No s'hauria enfonsat, sinó que n'haurien arribat narracions d'un gran desastre natural, potser un tsunami. El concepte d'isostàsia en geologia reforça aquest fet.
- A l'actual altiplà bolivià, segons certes formacions geològiques.[19]

Des dels dies de Donnelly, hi ha hagut desenes de llocs proposats per a l'Atlàntida, fins al punt que el nom s'ha convertit en un concepte genèric, divorciat dels detalls del relat de Plató. Això es reflecteix en el fet que moltes de les propostes no estan dins de l'Atlàntic. Avui dia, pocs d'aquests llocs són hipòtesis científiques o arqueològiques, més aviat es tracta de suposicions pseudocientífiques. Molts dels llocs proposats comparteixen algunes de les característiques de la història de l'Atlàntida (aigua, final catastròfic, període en qüestió), però cap no ha demostrat ser un veritable Atlantis històric.

### En o prop del mar Mediterrani
La majoria dels llocs històricament proposats estan en o prop de la mar Mediterrània i el nord-oest d'Àfrica. L'erupció de Thera, que data del segle xvii o XVI aC, va causar un gran tsunami que va devastar, segons alguns experts plantegen, la civilització minoica a l'illa de Creta, cosa que porta encara més a alguns a creure que això pot haver estat la catàstrofe que va inspirar la història. A. G. Galanopoulos argumentar que datar-la de 9000 anys abans de l'època de Solón per Plató va ser el resultat d'un error de traducció, probablement de l'egipci al grec, que va produir "milers" en lloc de "centenars". Aquest error també apareix en l'Atlàntida de Plató en reescalar la mida de Creta, i deixa la ciutat amb la mida del cràter de Thera, i 900 anys abans de Soló seria el segle 15 aC. A la zona del Mar Negre, s'han proposat les següents ubicacions: Bòsfor i Ancomah (un lloc llegendari a prop de Trabzon).

### A l'oceà Atlàntic i Europa
El 2011, un equip, treballant en un documental per al canal National Geographic, dirigit pel professor Richard Freund de la Universitat de Hartford, va afirmar haver trobat proves de l'Atlàntida al sud-oest d'Andalusia. L'equip va identificar la seva possible ubicació dins de les maresmes del Parc Nacional de Doñana, la zona que una vegada va ser el Lacus Ligustinus, entre Huelva, Cadis i les províncies de Sevilla, i va especular que l'Atlàntida va ser destruïda per un tsunami, extrapolació dels resultats d'un anterior estudi d'investigadors espanyols, publicat quatre anys abans.
Científics espanyols han desestimat les especulacions de Freund, al·legant que el seu treball és sensacionalista. L'antropòleg Joan Villarías-Robles, que treballa amb el Consell Superior d'Investigacions Científiques espanyol, va dir: "Richard Freund era un nouvingut en el nostre projecte i semblava estar involucrat en el seu propi tema molt controvertit sobre recerca de Salomó per l'ivori i l'or en Tartessos, hi ha documentats assentaments a la zona de Doñana del primer mil·lenni abans de Crist", i va descriure les afirmacions de Freund com "de fantasia".
Una teoria similar havia estat presentada per un investigador alemany, Rainer W. Kühne, però basat només en les imatges de satèl·lit i col·locava Atlantis als aiguamolls de Hinojos, al nord de la ciutat de Cadis. Abans d'això, l'historiador Adolf Schulten havia declarat, el 1920, que Plató havia utilitzat Tartessos com a base del seu mite de l'Atlàntida.
La ubicació de l'Atlàntida a l'oceà Atlàntic té un cert atractiu, donat els noms estretament relacionats. La cultura popular posa sovint Atlantis allà, perpetuant la configuració de l'original platònic. Diverses hipòtesis situen l'illa enfonsada al nord d'Europa, incloent-hi Doggerland al mar del Nord, i Suècia (per Olof Rudbeck a Atland, 1672-1702). Alguns han proposat la plataforma cèltica com un lloc possible, i que no hi ha un enllaç amb Irlanda.
Les Illes Canàries i Madeira també hi han estat identificades com una possible ubicació, a l'oest de l'estret de Gibraltar, però en relativa proximitat al mar Mediterrani. Diverses illes o grups d'illes a l'Atlàntic també se'n van identificar com a possibles ubicacions, en particular les Açores. No obstant això, estudis geològics detallats de les Illes Canàries, les Açores, Madeira i el fons de l'oceà que les envolta van trobar una manca total de proves per a l'enfonsament catastròfic d'aquestes illes en qualsevol moment durant la seva existència i una completa manca de proves que l'oceà inferior fos terra ferma en qualsevol moment del passat recent, amb l'excepció del que semblava ser platges. L'illa submergida d'Espartel, prop de l'Estret de Gibraltar, també s'hi ha suggerit. El 2013, un investigador va publicar un llibre de noms de l'Algarve, al sud de Portugal, com la ubicació de l'Atlàntida, aquest va ser també el cas presentat pel Dr. Roger Coghill el 2002 en el seu llibre autoeditat The Message of Atlantis.

### Altres ubicacions
Diversos escriptors han especulat que l'Antàrtida és el lloc de l'Atlàntida, mentre que d'altres han proposat llocs del Carib, com la suposada ciutat submergida cubana enfront de la península de Guanahacabibes, a Cuba, les Bahames i el Triangle de les Bermudes. També s'han proposat àrees dels oceans Pacífic i Índic, incloent-hi Indonèsia (ie Sundaland). De la mateixa manera que alguns han especulat que el continent d'Amèrica del Sud té similituds sorprenents amb la descripció de l'Atlàntida de Plató, en particular la regió de l'Altiplà dels Andes. Les històries d'un continent perdut de la costa de l'Índia, anomenada "Kumari Kandam", han inspirat a alguns a fer un paral·lel amb l'Atlàntida.

## L'Atlàntida en la ficció
En diverses obres de ficció, els personatges visiten l'Atlàntida, que ha esdevingut un lloc perdut mític.
El poema L'Atlàntida de Jacint Verdaguer (1877) ha exercit per ell mateix una gran influència com a font d'inspiració en el món literari, les arts plàstiques i les arts escèniques.
Entre les referències més famoses al mite també cal destacar les aventures de Tarzan, Vint mil llegües de viatge submarí de Jules Verne, els druides de Marion Zimmer Bradley, la pel·lícula de dibuixos animats de Disney Atlantis: L'imperi perdut o la sèrie Stargate Atlantis.